# Flaten (Kävsjö socken, Småland)
Flaten är en sjö i Gnosjö kommun i Småland och ingår i Lagans huvudavrinningsområde. Sjön är 9 meter djup, har en yta på 3,5 kvadratkilometer och är belägen 162 meter över havet. Sjön avvattnas av vattendraget Bolmån (Ulvhultsån). Vid provfiske har bland annat abborre, braxen, gers och gädda fångats i sjön.

## Delavrinningsområde
Flaten ingår i det delavrinningsområde (636015-138605) som SMHI kallar för Utloppet av Flaten. Avrinningsområdets medelhöjd är 195 meter över havet och ytan är 23,01 kvadratkilometer. Räknas de 19 delavrinningsområdena uppströms in blir den ackumulerade arean 282,14 kvadratkilometer. Bolmån (Ulvhultsån) som avvattnar avrinningsområdet har biflödesordning 2, vilket innebär att vattnet flödar genom totalt 2 vattendrag innan det når havet efter 193 kilometer. Delavrinningsområdet består mestadels av skog (68 procent). Avrinningsområdet har 3,62 kvadratkilometer vattenytor vilket ger det en sjöprocent på 15,7 procent.

## Fisk
Vid provfiske har följande fisk fångats i sjön:
- Abborre
- Braxen
- Gärs
- Gädda
- Karpfisk obestämd
- Lake
- Löja
- Mört
- Siklöja